# Гельмут Роведер
Гельмут Роведер (нім. Helmut Rohweder; 17 січня 1914, Гаген — 7 лютого 2008, Кіль) — німецький військовий інженер, корветтен-капітан-інженер крігсмаріне, капітан-цур-зее бундесмаріне. Кавалер Лицарського хреста Залізного хреста.

## Біографія
В квітні 1935 року вступив на флот. З 1938 року служив в підводному флоті. З квітня 1939 по вересень 1940 року — головний інженер підводного човна U-17, на якому здійснив 3 походи, з листопада 1940 по листопаді 1941 року — U-69 (4 походи), з січня 1942 по травень 1943 року — U-514 (4 походи), в червні-жовтні 1944 року — U-673 (1 похід). Після цього служив на штабних посадах. В 1956 році знову вступив на флот, служив на штабних посадах. В березні 1972 року вийшов у відставку.

## Звання
- Фенріх-цур-зее-інженер (1 червня 1936)
- Оберфенріх-цур-зее-інженер (1 січня 1938)
- Лейтенант-цур-зее-інженер (1 квітня 1938)
- Оберлейтенант-цур-зее-інженер (1 жовтня 1939)
- Капітан-лейтенант-інженер (1 грудня 1942)
- Корветтен-капітан-інженер (1 грудня 1944)

## Нагороди
- Медаль «За вислугу років у Вермахті» 4-го класу (4 роки)
- Залізний хрест
  - 2-го класу (8 березня 1940)
  - 1-го класу (12 квітня 1941)
- Нагрудний знак підводника (2 травня 1940)
- Німецький хрест в золоті (7 серпня 1943)
- Лицарський хрест Залізного хреста (14 листопада 1943)
- Фронтова планка підводника в бронзі (20 жовтня 1944)